# 荀欣
荀欣（?—?），战国初期赵国人物。
番吾君从代地来，问公仲连说你在赵国为相四年，推荐过人才吗？公仲说没有。番吾君推举牛畜、荀欣、徐越。公仲连于是向赵烈侯推荐三人。荀欣用选拔贤才的道理开导国君，让国君领会任用官员、选拔贤人的方法，赵烈侯以荀欣为中尉，赐相国公仲连两套衣服。《汉书·古今人表》作荀，以他为中上第四等人物。